# Rivière Neigette (Les Basques)
Pour les articles homonymes, voir Neigette.
La rivière Neigette coule entièrement dans la municipalité de Saint-Mathieu-de-Rioux, dans la municipalité régionale de comté (MRC) Les Basques, dans la région administrative du Bas-Saint-Laurent, au Québec, au Canada.
La "rivière Neigette" constitue un affluent de la rive sud-est de la rivière du Sud-Ouest, laquelle coule vers le nord-est et va se déverser sur le littoral sud-est de l'estuaire du Saint-Laurent, dans la ville de Rimouski (secteur Le Bic).

## Géographie
La rivière Neigette prend sa source à l'embouchure du Grand lac Neigette (longueur : 0,8 km ; altitude : 262 m) situé 0,7 km à l'est du sommet du Mont Saint-Mathieu, dans Saint-Mathieu-de-Rioux, dans les monts Notre-Dame. Cette source est située à 10,1 km au sud-est du littoral sud-est de l'estuaire du Saint-Laurent, à 8,9 km au nord-est du centre du village de Sainte-Françoise, à 4,2 km à l'est du centre du village de Saint-Mathieu-de-Rioux.
À partir du Grand lac Neigette, la rivière Neigette coule sur 9,1 km répartis selon les segments suivants :
- 2,9 km vers le nord-est en zone forestière dans Saint-Mathieu-de-Rioux, en traversant un petit lac (longueur : 0,6 km ; altitude : 250 m) et en formant une courbe vers le sud-est, jusqu'à la rive sud-est du Petit lac Neigette ;
- 0,1 km vers le nord-est, en traversant le Petit lac Neigette ;
- 1,3 km vers le nord-est, jusqu'à la confluence du Cours d'eau Vaillancourt-Plourde ;
- 1,5 km vers le nord, jusqu'à la route du Neigette ;
- 2,5 km vers le nord-ouest, jusqu'au pont de la Route du 5e Rang ;
- 0,8 km vers le nord-ouest, jusqu'à sa confluence[3].

La rivière Neigette se déverse sur la rive sud de la rivière du Sud-Ouest dans Saint-Mathieu-de-Rioux. Cette confluence est située à 0,3 km en aval de l'embouchure du Petit lac Saint-Mathieu, à 1,3 km à l'est du centre du village de Saint-Mathieu-de-Rioux et à 1,6 km en amont du pont du chemin du 3e rang Est.

## Toponymie
Le toponyme « Rivière Neigette » a été officialisé le 11 juin 1982 à la Commission de toponymie du Québec.